# Nakład (produkcja)
Nakład – kategoria ekonomiczna, którą można wyrazić w postaci ilościowej i wartościowej. Ilościowe nakłady na wykonanie zadań związane są ze zużyciem określonych środków i przedmiotów pracy oraz z pracą ludzką. Nakłady wartościowe to wartość nakładów ilościowych wyrażona w pieniądzu oraz nakłady pieniężne na różne świadczenia, usługi, opłaty oraz niektóre podatki.
Ze względu na rodzaj czynnika wykorzystywanego w działalności gospodarczej można wyróżnić cztery rodzaje nakładów:
- nakłady pracy żywej,
- nakłady środków trwałych,
- nakłady materiałowe,
- nakłady pieniężne.